# Лунный копр
Лунный копр (лат. Copris lunaris) — жук-копрофаг из рода Копры подсемейства скарабеины.

## Описание

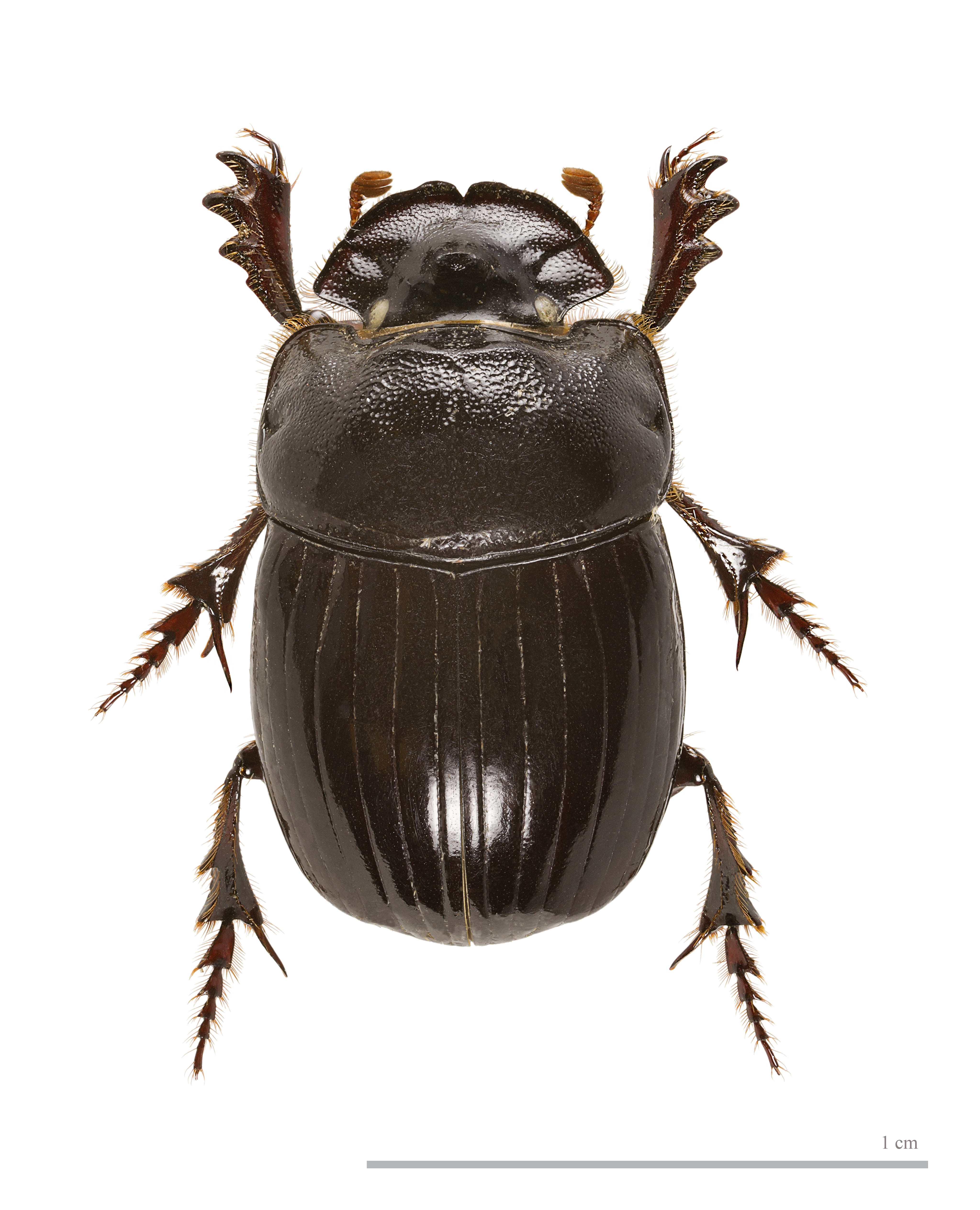
Самка

Длина тела 15—27 мм. Овальный, сильно выпуклый, блестяще-чёрный жук. Низ тела и ноги в коричневато-рыжих волосках.
Самец: голова сильно поперечная, наличник спереди с глубокой вырезкой. Темя с длинным почти прямым рогом, снабжённым сзади у основания двумя бугорками. Передний край переднеспинки слабо вогнут в середине, её передние углы спереди притуплены и широко округлены. Передний скат переднеспинки отвесный, в середине образует раздвоенный прямоугольный выступ, ограниченный с боков глубокими ямками, отделяющими сильные боковые зубцы. Середина переднеспинки с сильной продольной ложбинкой, покрытой крупными глазчатыми точками, которые развиты также вдоль основания; остальная поверхность почти гладкая, в неравномерных мельчайших точках. Надкрылья с двойными бороздками, покрытые очень мелкими точками. Пигидий в крупных плоских точках, переходящих на боках в глазчатые. Передние голени с 4 наружными зубцами и заостренной шпорой.
Самка. Наличник и щёки в более густой и более морщинистой пунктировке, чем у самца. Лобный киль имеет вид прямоугольной стоячей пластинки, выемчатой сверху и немного расширенной к основанию; сзади она имеет два небольших выступа. Переднеспинка со слабо развитыми боковыми бугорками.

## Изменчивость
Головной рог самцов f. media укорачивается, отвесная часть переднего ската переднеспинки понижается, его средний выступ и боковые зубцы ослабевают У самцов f. minor головной рог превращен в коническую пластинку, переднеспинка как у самки. У мелких самок пластинка лобного киля низкая, диск переднеспинки полностью пунктирован.

## Ареал
В России широко распространён к югу от линии Великие Луки, Москва, Казань, Уфа; Западная Сибирь. Украина; весь Кавказский перешеек; Казахстан, на востоке до р. Иртыш, Тарбагатая и Джунгарского Алатау; вся Средняя Азия. В Европе распространён от Англии и Южной Швеции до Средиземного моря; Турция, Сирия и Иран.

## Биология
Местами обильно распространён на пастбищах крупного рогатого скота. Более влаголюбив, чем многие другие виды рода. Активная жизнь жуков на Кавказе с марта по сентябрь, в более северных районах с конца мая по август, преимущественно по ночам. Забота о потомстве как и у испанского копра, но число навозных овоидов в гнездах достигает 10—13. Самец и самка ухаживают за ними, вплоть до выхода из куколок молодых жуков.